# Flize
Flize község Franciaországban, Ardennes megyében. Lakosainak száma 1168 fő (2018. január 1.). Flize Boutancourt, Chalandry-Elaire, Dom-le-Mesnil, Étrépigny és Nouvion-sur-Meuse községekkel határos.
2019. január 1-jén a korábbi Flize egyesült Balaives-et-Butz, Boutancourt és Élan korábbi községgel. Az így létrejött új község neve szintén Flize lett.

## Népesség
A település népességének változása:
| Lakosok száma | 1228 | 1004 | 1015 | 1277 | 1180 | 1165 | 1164 | 1196 | 1174 | 1168 |
|               | 1968 | 1975 | 1982 | 1999 | 2006 | 2011 | 2013 | 2016 | 2017 | 2018 |